# Faro de San Carlos de la Rápita
El faro de San Carlos de la Rápita es un faro situado al borde del mar al sur de la localidad de San Carlos de la Rápita, en la provincia de Tarragona, Cataluña, España. Está gestionado por la autoridad portuaria de Tarragona.

## Historia
Entró en funcionamiento el 1 de septiembre de 1864 en la punta de la Senieta. Después de varios cambios en su óptica, la actual comenzó a funcionar en 1975.